# چهارباغ (شهرستان بازارقرغون)
چهارباغ (به لاتین: Charbak) یک منطقهٔ مسکونی در قرقیزستان است که در شهرستان بازارقرغون واقع شده‌است. چهارباغ ۴٬۳۹۱ نفر جمعیت دارد و ۱٬۰۳۱ متر بالاتر از سطح دریا واقع شده‌است.